# Falloujah
Pour le groupe de musique, voir Fallujah.
Falloujah (en arabe : Al-Fallūjah, الفلوجة) est une ville d'Irak située dans la province d'Al-Anbâr. Sa population est estimée à 326 471 habitants en 2010.

## Géographie
Située à 69 km à l'ouest de Bagdad, sur l'Euphrate, elle constitue un carrefour important sur la route reliant la capitale irakienne à la Jordanie.

## Histoire

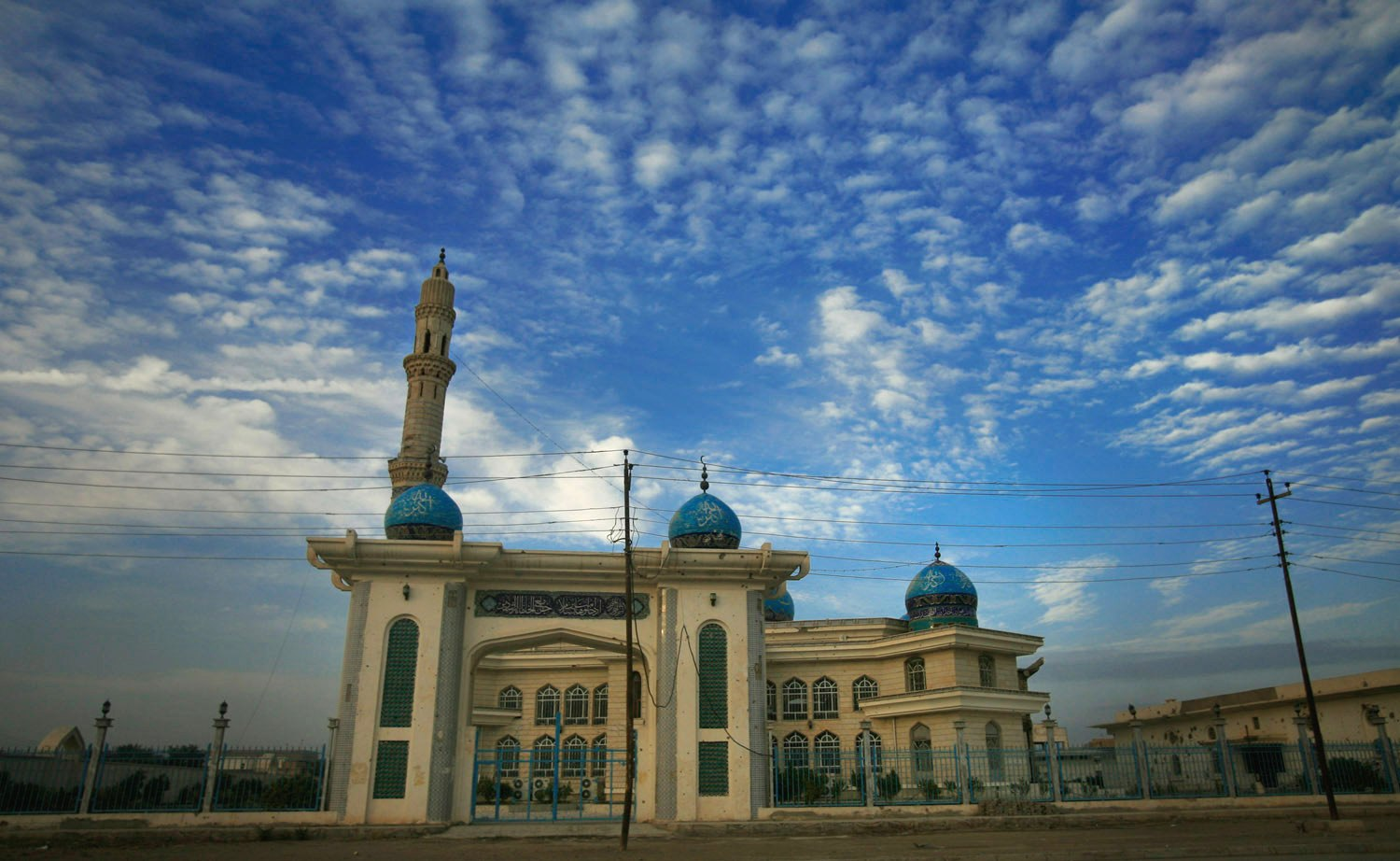
Mosquée à Falloudjah.

Falloujah est connue en Irak comme la « cité des mosquées » en raison du nombre élevé de temples dans la ville et sa région immédiate (plus de 200). La ville a été pendant longtemps le centre intellectuel le plus important des musulmans sunnites de la région.
Comme bien des cités irakiennes, le site est occupé depuis plusieurs millénaires et on retrouve des traces importantes de la présence humaine remontant à l'époque babylonienne. La ville tire son nom actuel du terme araméen Pallugtha signifiant division ou régulateur du canal. Les études paléo-hydrologiques indiquent que, dans certaines périodes de l'Antiquité, l'Euphrate se divisait en deux branches à cet endroit ; cette division a aujourd'hui disparu. Le site est aussi connu chez les auteurs antiques sous le nom de Pallacottas. Les grands centres juifs de Nehardea et Poumbedita s’établissent dans les environs du site actuel aux IIe – IIIe siècle et deviennent célèbres pour leurs académies talmudiques,.
Falloujah est une petite ville sans grande importance durant la civilisation perse et sous les califes arabes car la cité d'Al-Anbar, qui donne son nom à la province et est située au nord de Falloujah, lui avait ravi la qualité de principal centre intellectuel régional ; elle était d'ailleurs, au tout début du califat abbasside, la capitale de l'Empire. Avec son déclin, la région perdit de son importance et Al-Anbar fut abandonnée : elle subsiste aujourd'hui à l'état de ruines.
L'ère ottomane ne redonna pas à Falloujah le lustre et le prestige de son passé et, en 1947, lors de l'indépendance de l'Irak, elle ne comptait que 10 000 habitants. Durant les 50 ans qui suivirent, la population de la ville fut multipliée par 25.

### Sous le régime de Saddam Hussein
Durant le régime de Saddam Hussein, la ville a bénéficié des largesses et des bienveillances du chef de l'État. Plusieurs membres influents du parti Baas vivaient à Falloujah. Ainsi, la région était moins opposée au régime que la plupart des autres régions d'Irak. Plusieurs usines, y compris des usines de fabrication de voitures pouvant éventuellement servir dans un contexte militaire et trois des cinq principaux sites de production d'armes chimiques irakiennes, ont été construites dans la ville. Certaines ont été fermées par les inspecteurs des Nations unies, arrivés en Irak après la défaite de 1991.
Durant la Première Guerre du golfe, en 1991, la ville a subi des bombardements meurtriers. À deux reprises, plusieurs infrastructures civiles essentielles ont été détruites et une bombe s'est abattue sur un marché, tuant 130 civils et créant un sentiment de colère dans la population.

### La révolte de Falloujah

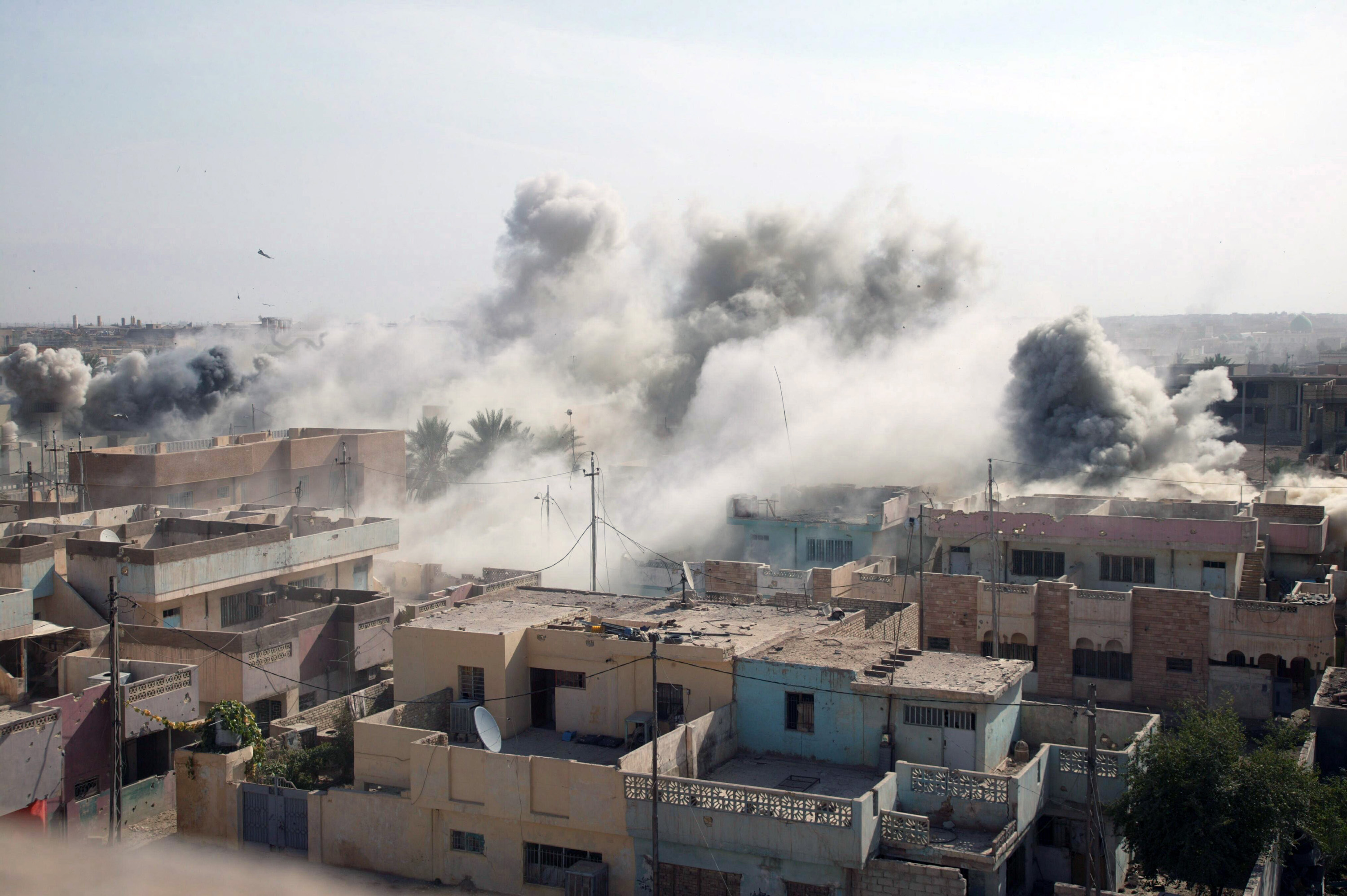
Frappes aériennes en novembre 2004.

La combinaison de ces facteurs a fait de Falloujah l'un des endroits les plus dangereux pour les troupes de la coalition qui prit le contrôle du pays après la seconde Guerre du golfe en 2003, ainsi que pour les troupes gouvernementales. On compte plus de 60 morts parmi les forces coalisées, tombés sous les coups des insurgés.
Le 31 mars 2004, quatre citoyens des États-Unis qui travaillaient pour la société militaire privée Blackwater USA, une entreprise chargée de former des militaires et de fournir des mercenaires pour le compte de l'armée des États-Unis, sont tués. Leur corps, brûlés par l'incendie du véhicule tout-terrain où ils avaient pris place, ont été traînés par des véhicules, mutilés et pendus à un pont par la population civile en liesse.

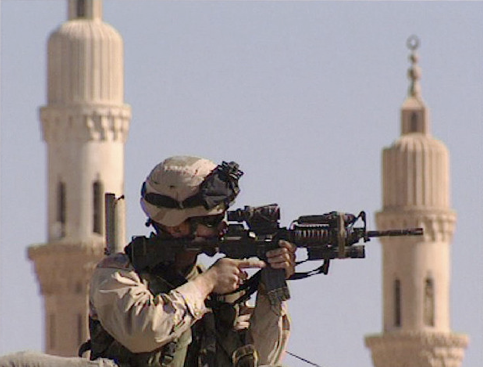
Un soldat américain à Falloujah, 2003.

Le résultat est le siège de la ville par l'armée américaine et le déclenchement de nombreux combats avec des forces rebelles qui causeront la mort de 600 à 800 personnes du côté irakien.
À partir du 9 avril, l'armée américaine fait alors le siège de la ville pour en chasser les chefs de guerre (appelés « émirs »). 70 000 femmes, enfants et vieillards sont autorisés à quitter la ville, mais pas les hommes valides. Pendant avril 2004, ce siège (Operation Vigilant Resolve) va causer la mort d'une quarantaine d'US Marines et de 600 à 800 Irakiens. Ce siège connut des cessez-le-feu, des passages humanitaires pour fournir la ville en médicaments. Mais, il connut des attaques de type guérilla du côté des insurgés et des meurtres de civils de la part des troupes américaines.
Au début du mois de mai 2004, les forces américaines lèvent le siège et imposent une brigade irakienne et un général baasiste pour contrôler la ville. Pour les insurgés, ce retrait est signe de leur victoire. Plusieurs membres du gouvernement irakien ont fait remarquer que pendant le siège, il y a eu moins d'attentats dans Bagdad, insinuant donc que les commanditaires de ces actes se trouvent à Falloujah.
D'après les reportages effectués à Falloujah en mai 2004, la ville était devenue une sorte de République islamique enclavée, dont la loi était appliquée par les moudjahidins.

### Bataille de Falloujah
En novembre 2004, après la réélection du président George W. Bush, l'armée des États-Unis reprend le contrôle de la ville à la suite de combats sanglants. Les bombardements intensifs de l'aviation et surtout de l'artillerie américaine seront les plus meurtriers pour cette ville : selon PROJECTCENSORED, au moins 6 000 civils irakiens sont morts pendant la bataille. La Croix-Rouge a estimé qu'il y avait eu 800 morts parmi les civils.
Dans les années qui ont suivi la bataille, le nombre de malformations congénitales graves et de cancers a augmenté de façon très importante ont constaté la maternité de l’hôpital et les médecins de Falloujah. Selon l'enquête de la journaliste Angélique Férat, chaque famille de Falloujah aurait son « bébé monstre ». Ces malformations pourraient être dues à l'utilisation d'armes polluantes par l'armée américaine, munitions à l'uranium appauvri ou enrichi,,.
Le documentaire intitulé « Irak : les enfants sacrifiés de Fallouja » apporte des éléments concrets sur l'hypothèse des bébés déformés par l'utilisation d'armes sales de l'armée américaine. Réalisée par Feurat Alani, journaliste français originaire de Fallouja, l'enquête se déroule sur trois pays : l'Irak, les États-Unis et le Royaume-Uni. Le journaliste se rend à l'hôpital de Fallouja où il confirme la naissance de bébés déformés, 7 ans après la bataille de novembre 2004.

### Bataille d'Al-Anbar
Depuis le retrait des américains fin 2011, un gouvernement à majorité chiite dirige l'Irak. La ville de Falloujah devient alors l'épicentre de la contestation sunnite notamment lorsque fin 2012 le seul ministre sunnite du gouvernement s'y réfugie alors que ses gardes du corps sont arrêtés. Voir Bataille d'Al-Anbar.

### Falloujah sous contrôle islamiste
Entre le 3 et le 4 janvier 2014, la ville de Falloujah est prise par des combattants de l'État islamique. Les alentours de la ville demeurent toujours sous contrôle de l'armée irakienne.
La nourriture est rationnée de manière discriminante par les occupants, ce qui provoque de grandes tensions au sein de la population civile. Le 19 février, la police de l'EI bat une femme voilée mais qui ne portait pas de gants — les règles très strictes du groupe islamiste imposent que les femmes ne doivent jamais sortir en montrant un peu de peau nue — ce qui est le déclencheur d'une révolte tribale armée contre le groupe terroriste. L'armée irakienne proche n'intervient pas, hormis quelques bombardements contre les djihadistes. Les combats durent jusqu'au 21 février, date à laquelle Daech reprend le contrôle de la ville. 200 émeutiers auraient été faits prisonniers.

### Libération de la ville
Le 23 mai 2016, après avoir encerclé Falloujah, l'armée irakienne lance une offensive pour reprendre le contrôle de la ville. Malgré une résistance de plusieurs centaines de membres de l’État islamique toujours présents sur les lieux, elle reprend le 17 juin, le contrôle de la mairie située dans le centre-ville. Les djihadistes se replient dans les quartiers ouest. Pour cette opération, les Irakiens sont soutenus par la coalition internationale, notamment par l'armée américaine. Enfin, le 26 juin, les forces irakiennes annoncent la libération totale de la ville.

## Falloujah dans la culture

### Audiovisuel
- Falloujah, le massacre caché est un documentaire de la télévision italienne RAI.
- American Sniper est un film de Clint Eastwood sorti en 2014.
- Irak : les enfants sacrifiés de Fallouja, Canal+.
- Une courte scène du film War Dogs s'y déroule.
- Les Marines dans l'impasse de Fallujah, de Nicolas Cotto, ARTE, 2006.

### En littérature
- Je me souviens de Falloujah du journaliste franco-irakien Feurat Alani. Livre autobiographique qui rend compte de sa découverte de l'Irak durant son enfance ainsi que des souvenirs de son père exilé. Il y décrit la ville ainsi au chapitre « Samiya (Été 1953) »: « Falloujah était une ville de l'entre-deux, une jolie petite bourgade pleine de contradictions et de paradoxes. Située dans une vallée fertile, bordée par l'Euphrate, elle était aussi entourée de sable pourpre, l'été. Une cité tantôt paisible, tantôt bruyante, ni trop près ni trop loin des trépidations de Bagdad, où flottait un parfum floral qui laissait souvent place aux effluves de crottin de mulet au détour d'une rue. En matière d'architecture, Falloujah était typique des villages de l'Ouest irakien, avec ses dattiers millénaires, ses marchés couverts, ses maisons aux couleurs d'argile. En réalité, elle était la définition même de l'antagonisme. Les citadines sans voile toisaient les villageoises aux silhouettes noires. Ses jolies échoppes snobaient les ruelles pauvres. Et enfin ses grands axes exposaient la fatuité des nouveaux riches, montrée du doigt par ceux qui, le soir, tournant le dos à la ville, portaient haut la fierté et la misère des infortunés sur le dos de leurs bourricots. »[18].

### Musique
- Le morceau Fentanyl de Freeze Corleone mentionne la ville de Falloujah: " Propagande américaine, comme à Falloujah"[19].